# Halina Pawlowská
Halina Pawlowská (ur. 21 marca 1955 w Pradze) – czeska powieściopisarka, dziennikarka telewizyjna i prasowa, scenarzystka. Absolwentka wydziału scenopisarstwa praskiej Akademii Filmowej. Do 2007 roku prowadząca talk show Banánové rybičky (pol. „Bananowe rybki”), była redaktor naczelna brukowca Šťastný Jim (pol. „Szczęśliwy Jim”). Autorka 12 książek, sprzedanych łącznie w nakładzie miliona egzemplarzy w samych Czechach, oraz licznych scenariuszy do komedii filmowych.
Autorka scenariusza do wielokrotnie nagradzanego (m.in. Nagroda św. Jerzego na Międzynarodowym Festiwalu Filmowym w Moskwie) filmu Dzięki za każde nowe rano (1994), w reżyserii Milana Šteindlera, z Franciszkiem Pieczką w roli ojca. Jako powieściopisarka zadebiutowała w 1993 roku książką Zdesperowane kobiety postępują desperacko. Inne jej utwory to m.in. Dlaczego się nie powiesiłam (Proč jsem neoběsila) i Da Pan Bóg zdrowie to i grzechy będą (Dá-li pánbůh zdraví, i hříchy budou).
Jej stryjem był Stepan Kłoczurak, działacz ukraiński na Zakarpaciu.